# 寬體尖尾海龍
寬體尖尾海龍（学名：Stigmatopora nigra），為輻鰭魚綱棘背魚目海龍魚科的其中一種，分布於南澳大利亞及紐西蘭海域，棲息深度1-35公尺，體長可達16.2公分，生活在海灣及沿岸的海草床。
其种加词“nigra”意为“黑色的，暗色的”。